# کانال سور
کانال سور (اسپانیایی: Canal Sur‎) بخشی از «رادیو و تلویزیون اندلس» (RTVA) است که بنگاه خبرپراکنی دولتی اندلس است.
کانال سور که به معنای «شبکهٔ جنوب» است از ۲ کانال تلویزیونی و یک شبکهٔ رادیویی همگانی (مشتمل بر دو کانال رادیویی) تشکیل شده‌است.